# Hans Herbst (Maler)

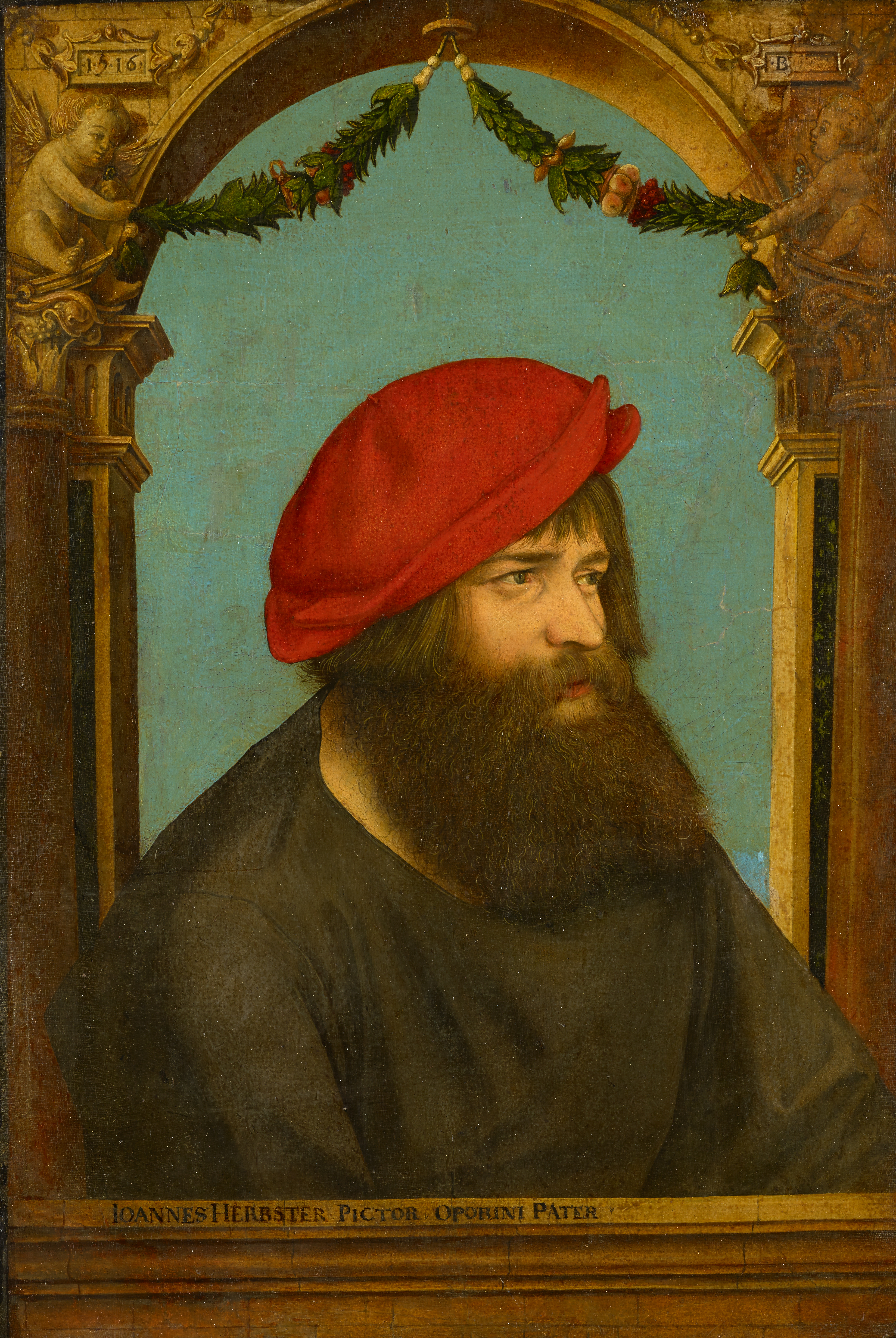
Ambrosius Holbein: Bildnis des Hans Herbst (Maler) (Herbster), 1516, Inventarnummer GKS208, Depositum der Gottfried Keller-Stiftung im Kunstmuseum Basel

Hans Herbst (* 1470 in Straßburg; † 10. November 1552 in Basel) war ein Schweizer Maler.

## Leben

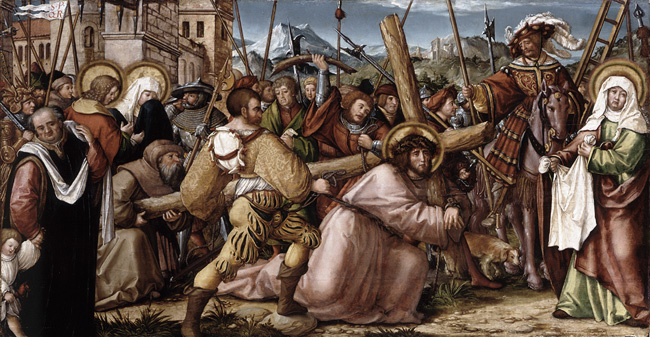
Hans Herbst und Werkstatt: Kreuztragung Christi

Nach der Gesellenfahrt durch Schwaben liess sich Hans Herbst in Basel nieder, wo er Mitglied der Zunft Zum Himmel wurde. Er nahm an den Feldzügen nach Pavia 1512 und Marignano 1515 teil. Hans Herbst galt als bedeutendster Basler Maler vor Holbein, dessen gesamtes religiöses Werk im Basler Bildersturm unterging. Zu seinen Bekannten zählten Ambrosius Holbein und wohl auch Erasmus von Rotterdam. Der Reformation widersetzte sich Hans Herbst, wurde aber 1530 zum neuen Glauben gezwungen. Danach erhielt er nur noch unbedeutende Aufträge.

## Werke (Auswahl)
- 1515 Bemalte Tischplatte für Hans Baer
- 1518 Altar für das Maria Magdalenenkloster in Basel